# التاريخ الاقتصادي لليونان والعالم اليوناني

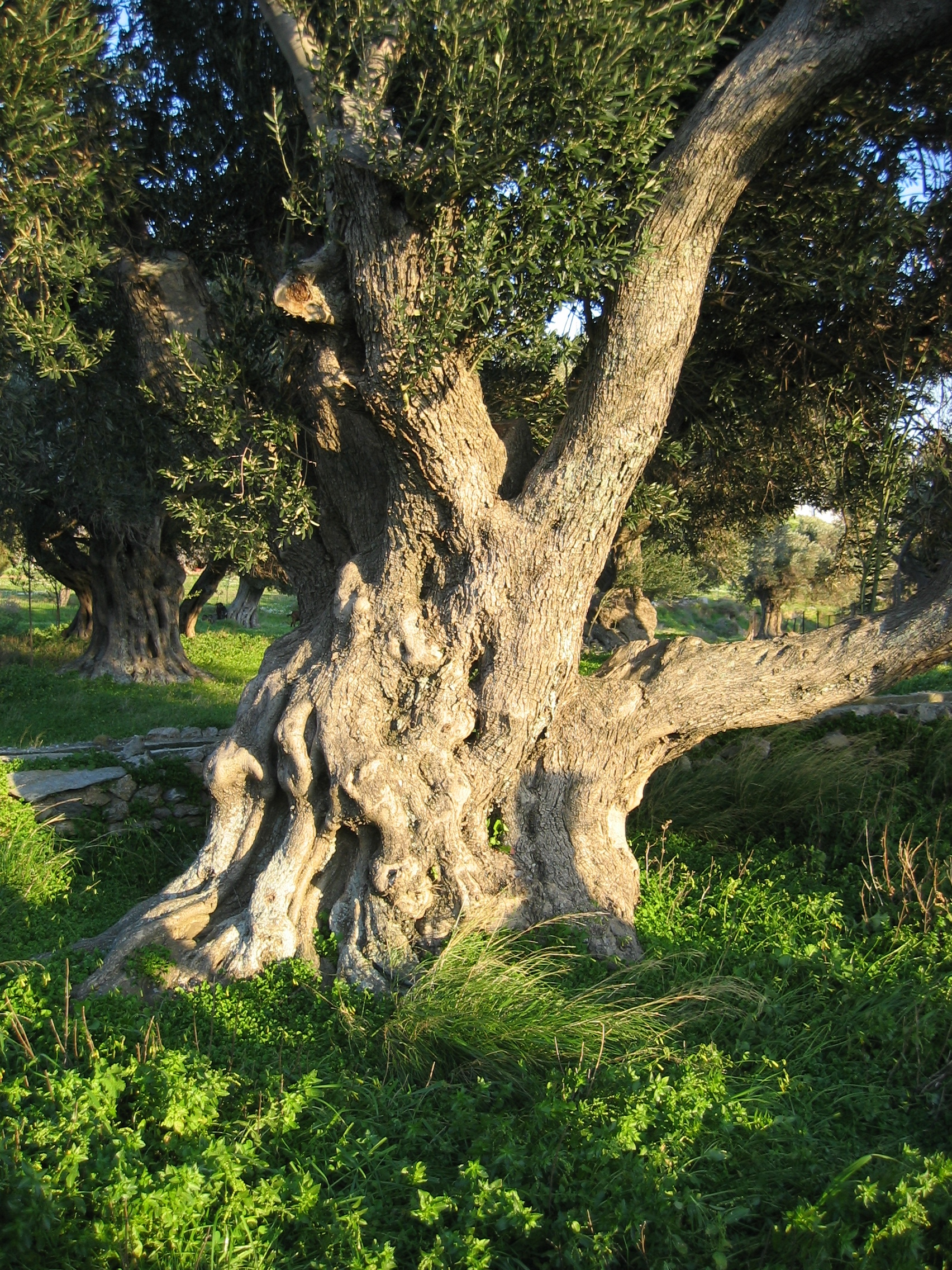

يمتد التاريخ الاقتصادي للعالم اليوناني عبر آلافٍ من السنين ويشمل عديدًا من الدول القومية الحديثة.
بما أن المركز المحوري للعالم اليوناني يتغير باستمرار، فإنه من الضروري التوسّع في كل المجلات حسب ما يقتضيه كل عصر. يشير مصطلح التاريخ الاقتصادي لليونان إلى التاريخ الاقتصادي للدولة القومية اليونانية منذ عام 1829.

## أولى الحضارات اليونانية

### الحضارة الكيكلادية
كانت الحضارة الكيكلادية أول مراكز تجارة السلع. امتدت على طول منطقة إيجة

### الحضارة المينوسية
ظهرت الحضارة المينوسية على جزيرة كريت في وقت قريب من العصر البرونزي، وكان لها مجموعة واسعة من المصالح الاقتصادية وكانت تمثل محورًا تجاريًا، إذ صدّرت العديد من السلع إلى البر اليوناني وكذلك إلى الإمبراطورية المصرية (الفرعونية) في تلك الفترة. كان المينوسيون مبدعين، فطوروا نظام أوزان مصنوعة من الرصاص لتسهيل المعاملات الاقتصادية. على الرغم من كل هذا، ظلّت الحضارة المينوسية مرتكزة على الزراعة في معظم الأحيان.
كان الفنانون والخنازير جزءًا مهمًا من الاقتصاد المينوسي، إذ قاموا بإنتاج العديد من السلع التي كانت ذات قيمة في التجارة وكذلك داخل جزيرة كريت نفسها. تشير ألواح النظام الخطي ب غالبًا إلى الرجال أو إلى أعمالهم، على الرغم من وجود حِرَفيات إناث يعملن بشكل أساسي في صناعة النسيج. نعلم أيضًا من الأدلة الأثرية أن الحرفيين المينوسيين امتهنوا مجموعة كبيرة من الأعمال الحرفية ومنهم: الكتّاب والخزافين والحدادين وعمال الجلود وفناني الزجاج والخزف والرسامين والنحاتين والصاغة. بسبب ندرة الأدلة حول تلك المهن، لا نعرف ما إذا كان العمال أتقنوا عدة المهن، أو تخصصوا في مهنة واحدة وتفرغوا لها. كانت هناك مساحة مخصصة للحرفيين وورش عملهم في كل قصر، وفي مدينة مثل ماليا، كانت لديهم ورش عمل داخل المدينة وفي القصر.
كان إنتاج الزيت نشاطًا مهمًا شارك فيه حرفيون مينوسيون. كان هناك عدد كبير من جرارالزيت الموجودة في القصور المدمرة التي تخبرنا عن أهمية هذه الصناعة. كان الزيت جزءًا مهمًا جدًا في صناعة العطور لأنه كان يستخدم لتنظيف الأوساخ من الجسم، كما يفعل الصابون اليوم. رُشّت العطور أيضًا على الملابس لأسباب جمالية. من المؤكد أن العطور كانت عنصرًا فاخرًا في التجارة المينوسية.
كانت الصناعات البرونزية أيضًا جانبًا مهمًا من جوانب الاقتصاد المينوسي وكان فن صناعة البرونز شائعًا جدًا، وقد دلت اكتشافات على صناعة البرونز في العديد من المدن، مثل فايستوس وزاكرو، لكن الأدلة المكتشفة في منطقة ماليا بينت أن عمليات صناعة البرونز كانت مزدهرة في العديد من القصور. من المعتقد أن المينوسيين استوردوا القصدير والنحاس لصناعة سبائك برونزية لأشخاص آخرين. يظهر الدليل على ذلك في لوحات المقابر المصرية، حيث يجلب «الكفتيو» (الذين يُعتقد أنهم من المينويسيين) السبائك للملك المصري في تبادلٍ للهدايا (لدى المصريين والمينوسيين تاريخ من التبادل الثقافي). عثر على أشياء أخرى مصنوعة من البرونز بأعداد كبيرة في كنوسوس، وتشمل مرايا برونزية وفؤوس مزدوجة وسكاكين وخناجر وأدوات برونزية صغيرة.
أنتجت صناعة نحت الصخور العديد من الأواني والمصابيح، وقد عثر على أمثلة منها في القصور والفيلات الفخمة في جميع أنحاء كريت. هناك صناعة أخرى ساهمت في الاقتصاد المينوسي وهي صناعة النبيذ، والتي ذُكرت في النظام الخطي أ، لكن الكميات الصغيرة المشار إليها تعني أنها كانت على الأغلب سلعة مخصصة للطبقة الأكثر ثراءً.